# Hoplopheromerus brunnescens
Hoplopheromerus brunnescens là một loài ruồi trong họ Asilidae. Hoplopheromerus brunnescens được Tsacas & Oldroyd miêu tả năm 1967. Loài này phân bố ở vùng nhiệt đới châu Phi.